# Barnatro (sång)
Barnatro eller "Har du kvar din barnatro" är en svensk andlig sång, skriven under 1920-talet av musikern Ejnar Westling (1896–1961).
Ejnar Westling var medlem i Frälsningsarméns musikkår i Ljusdal 1909, där han redan som 14-åring skrev sin första kända komposition O själ, du som vandrar din väg framåt.
Han kom bort från den kristna miljön efter skolgång och militärtjänst. Av en tillfällighet gick han in i en av Frälsningsarméns lokaler i Stockholm, där en kvinnlig frälsningsofficer just sjöng sången "O själ...", den sång han själv skrivit som 14-åring. Han stod som förstenad och hörde sången sjungas färdigt, varefter han rusade därifrån. Dagen efter sökte han upp officeren och överräckte sången "Barnatro", som han skrivit under natten, varefter han lämnade henne.
1934 sålde han sången till en förläggare för 50 kronor under pseudonymen Gunnar Dahl. Anna-Lisa Öst tog upp Barnatro på sin repertoar 1936. I september samma år spelade Öst, Walfred Andersen (violin), Willard Ringstrand (piano) in den på Sonoras religiösa underetikett Sonata, och gavs ut som Sonata 62. Inspelningen blev en oerhörd försäljningsframgång och hade vid tidpunkten för Sonoras avveckling 1958 sålt i mer än 85000 exemplar. 1954 gjorde Lapp-Lisa med dottern Siv och en strängtrio en nyinspelning för märket Cupol, som gavs ut som Cupol 4862.
Trots att sången är så allmänt känd finns den bara med i få svenska psalmböcker, nämligen den laestadianska Sions Sånger 1951, Sions Sånger 1981 och Frälsningsarméns "Sångboken 1998".
Utöver Lapp-Lisas framföranden har sången också givits ut på skivan Tjyvballader och barnatro med Jailbird Singers.
Den svenska hårdrocksgruppen Black Ingvars spelade in "Barnatro" på sitt album "Heaven Metal" (Independent Records POOLCD016) från 1999.
Refrängen är välkänd:
Barnatro, barnatro,
till himmelen du är en gyllne bro.
Barnatro, barnatro,
till himmelen du är en gyllne bro.

## Publicerad i
- Nr 4 i Barnatro och Pärleport
- Nr 60 i  Sions Sånger 1951
- Nr 269 i Sions Sånger 1981 under rubriken "Barn".
- Nr 41 i Sångboken 1998.